# Herz-Reisen
Die Herz-Reisen GmbH sind ein regionales Busunternehmen aus Zossen.

## Geschichte
Das Unternehmen wurde 1990 durch Mike Herz in Mellensee gegründet, um ÖPNV und Reiseverkehr anzubieten. Das Unternehmen startete mit einem Bus, als Ausstellungsstück auf einer Messe erworben. Anfangs mit einer ÖPNV-Linienkonzession wurde ÖPNV im Kreis Zossen betrieben. Bis zum Jahresende 1990 wurden weitere zwei Konzessionen erteilt. Das erste Neufahrzeug kam dann 1991 ins Unternehmen. 1995 wurde das Unternehmen durch Adelheid Herz in einen GmbH überführt. In den Folgejahren erfolgte der Ausbau des Fuhrparks. 2001 zog das Unternehmen von Mellensee nach Zossen um. Im selben Jahr begannen die Planungen für einen eigenen Betriebshof, mit dessen Bau im April 2004 begonnen wurde. Die Einweihung erfolgte im selben Jahr im November.

## Betriebsbereiche

### Linienverkehr
Herz-Reisen betreibt innerhalb des Verkehrsverbundes Berlin-Brandenburg folgende Buslinien:
| Linie | Endpunkte                        | Verlauf                                           |
| ----- | -------------------------------- | ------------------------------------------------- |
| 729   | Königs Wusterhausen ↔ Kallinchen | Schenkendorf – Mittenwalde – Motzen – Töpchin     |
| 730   | Königs Wusterhausen ↔ Zossen     | Diepensee – Ragow – Mittenwalde – Telz            |
| 789   | Kallinchen ↔ Dabendorf           | Schöneiche – Zossen                               |
| 790   | Zossen ↔ Mittenwalde             | Schöneiche – Kallinchen – Motzen – Gallun         |
| 791   | Dabendorf ↔ Rehagen              | Horstfelde – Mellensee – Klausdorf – Sperenberg   |
| 795   | Fernneuendorf ↔ Dabendorf        | Sperenberg – Klausdorf – Mellensee – Zossen       |
| 796   | Zossen ↔ Luckenwalde             | Mellensee – Klausdorf – Sperenberg – Moldenhütten |

### Sonstige Busverkehre
Es werden Pauschalreisen, Schülerfahrten und Gruppenreisen angeboten. Auch werden monatliche Einkaufsfahrten ins polnische Küstrin oder Słubice durchgeführt.